# Contarinia hudsonici
Contarinia hudsonici är en tvåvingeart som beskrevs av Ephraim Porter Felt 1908. Contarinia hudsonici ingår i släktet Contarinia och familjen gallmyggor. Inga underarter finns listade i Catalogue of Life.